# 北広島市
北広島市（きたひろしまし）は、日本の北海道中部（道央地方）に位置し、石狩振興局に属する市。札幌市と新千歳空港の間に広がるなだらかな丘陵地帯に位置する。

## 市名の由来
1884年（明治17年）、札幌県札幌郡月寒村野幌原野に広島県から移住した25戸103人の入植が始まり、当初は集落の名を入植者のリーダーであった和田郁次郎の名から「和田」と呼ぼうとしたが、和田は固辞した。
このため、出身地である広島から「広島開墾」と呼ぶようになり、1894年（明治27年）に月寒村から分離独立するにあたり、自治体の名称も北海道札幌郡広島村とした。
その後、2代目北海道鉄道（現在の千歳線）が1926年（大正15年）に当地に開通し、駅が設置されることになったが、広島県広島市にある広島駅と区別するため、北広島駅と命名され、1971年（昭和46年）に開通した道央自動車道のインターチェンジも同様に当初から北広島インターチェンジの名称を使用していた。
自治体名についても、広島村は1968年（昭和43年）の町制施行（広島町）を経て1996年（平成8年）に市制施行を実施したが、市制施行にあたって即日改称し、北広島市が発足した。

## 地理

北広島市中心部周辺の空中写真。2020年8月24日撮影の10枚を合成作成。
。

北広島市は石狩平野のほぼ中央に位置しており、市南西部にある島松山を除くと各所に標高100 m前後の丘陵があり起伏に富んでいる。平坦地は丘陵上部の台地と東地区に分布する台地に存在している。市内を流れる河川は大半が千歳川を経て石狩川に合流し、日本海に注いでいる。地質は大部分が洪積層から成っており、南西部の丘陵地帯では畑作や酪農、北東部の低地では水田を中心に活用している。東西15.0 km、南北14.8 kmあり、北海道旅客鉄道（JR北海道）千歳線が中央部を南北に縦断し、道央自動車道と国道36号が西部地区を縦断している。

### 地形

#### 山地
主な山
- 島松山（北広山）

#### 河川

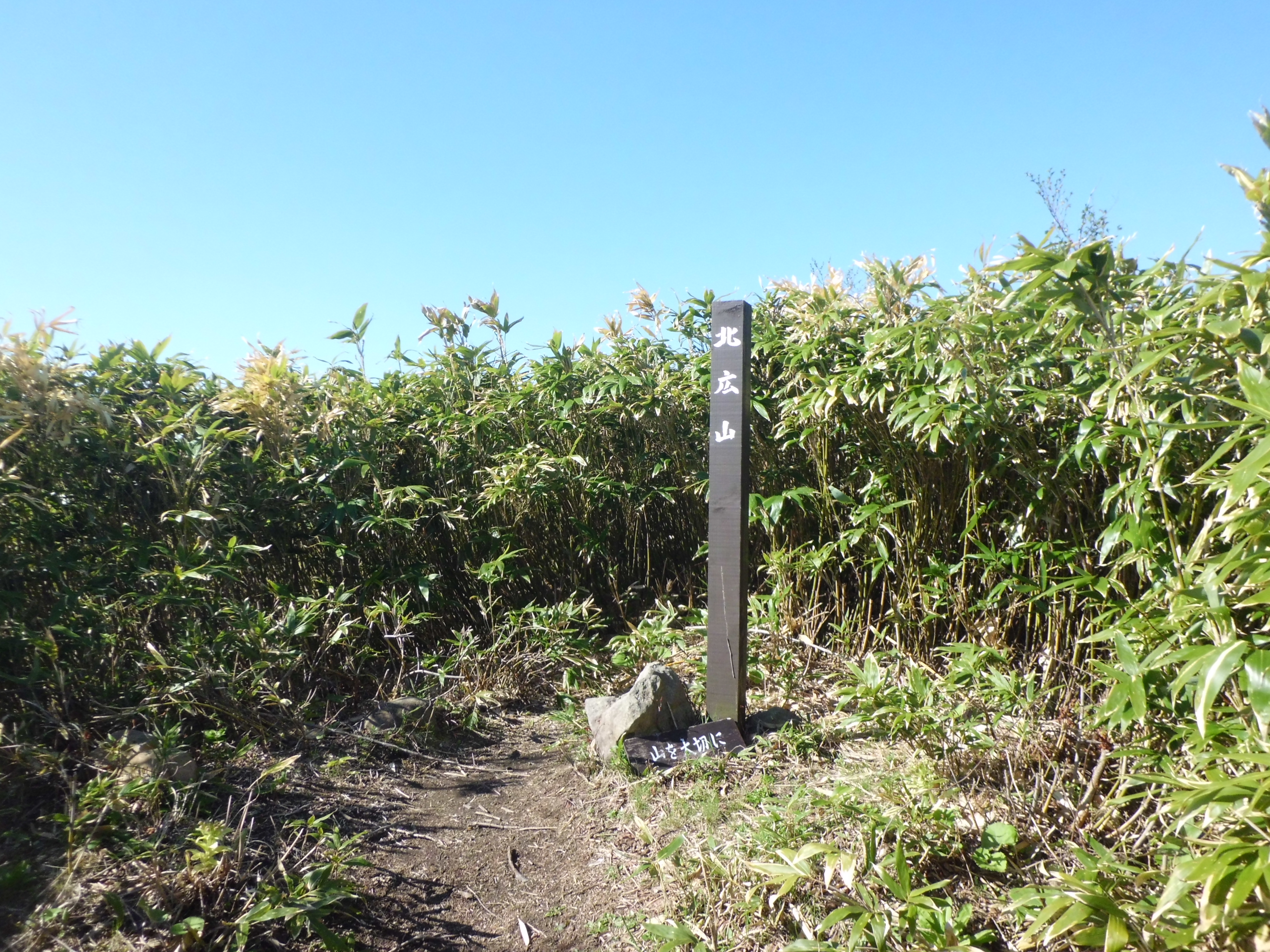
北広山山頂（2016年5月）
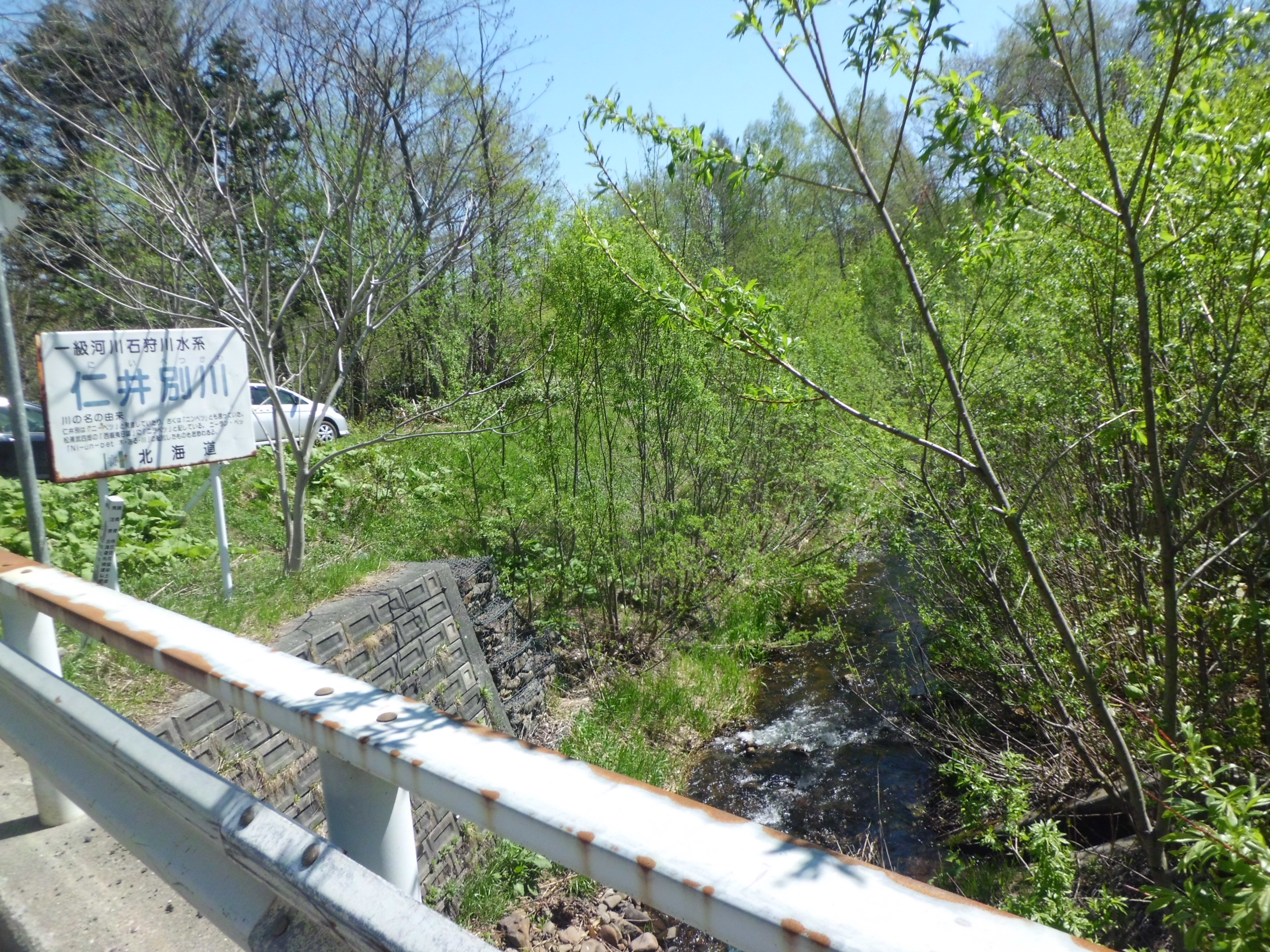
仁井別川（2016年5月）

主な川
- 千歳川
- 裏の沢川
- 輪厚川
- 音江別川
- 島松川
- 仁井別川
- 野津幌川

- 北広山山頂（2016年5月）
- 仁井別川（2016年5月）

### 気候
北広島市の気候は亜寒帯湿潤気候の「裏日本型」（日本海側）に属しており、西部から北東方向にのびる波状台地を境に局地的な気候変化が見られる。冬は北西の季節風によって雪が降りやすく内陸性気候のために寒冷、夏は太平洋高気圧の影響によって南東の風が吹いて日中は晴れの日が多くなるが、太平洋沿岸からの海霧の影響によって朝晩に曇ることがある。なお、オホーツク海高気圧が優勢な年は、冷涼な北東気流の影響によって気温があまり上がらず冷夏となることがある。

### 人口
「住民基本台帳」によると、北広島市の人口は「道営北広島団地」の開発が始まった1970年（昭和45年）以降急増し、「昭和50年国勢調査」では人口増加率（128.4 %）が全国2位（全道1位）になっている。その後も宅地開発が進むにつれて増加し、1992年（平成4年）に5万人、2004年（平成16年）に6万人を超えるも、2008年（平成20年）を境に減少傾向となっている。
| |                                          |  |
| 北広島市と全国の年齢別人口分布（2005年） | 北広島市の年齢・男女別人口分布（2005年） |  |
| ■紫色 ― 北広島市 ■緑色 ― 日本全国 | ■青色 ― 男性 ■赤色 ― 女性                |  |
| 北広島市（に相当する地域）の人口の推移 \| 1970年（昭和45年） \| 9,746人 \| \| \| 1975年（昭和50年） \| 22,264人 \| \| \| 1980年（昭和55年） \| 34,148人 \| \| \| 1985年（昭和60年） \| 40,853人 \| \| \| 1990年（平成2年） \| 47,758人 \| \| \| 1995年（平成7年） \| 53,537人 \| \| \| 2000年（平成12年） \| 57,731人 \| \| \| 2005年（平成17年） \| 60,677人 \| \| \| 2010年（平成22年） \| 60,370人 \| \| \| 2015年（平成27年） \| 59,064人 \| \| \| 2020年（令和2年） \| 58,171人 \| \| |                                          |  |
| 総務省統計局 国勢調査より |                                          |  |
| 1970年（昭和45年） | 9,746人                                  |  |
| 1975年（昭和50年） | 22,264人                                 |  |
| 1980年（昭和55年） | 34,148人                                 |  |
| 1985年（昭和60年） | 40,853人                                 |  |
| 1990年（平成2年） | 47,758人                                 |  |
| 1995年（平成7年） | 53,537人                                 |  |
| 2000年（平成12年） | 57,731人                                 |  |
| 2005年（平成17年） | 60,677人                                 |  |
| 2010年（平成22年） | 60,370人                                 |  |
| 2015年（平成27年） | 59,064人                                 |  |
| 2020年（令和2年） | 58,171人                                 |  |

### 隣接する自治体･行政区
石狩振興局
- 札幌市清田区
- 札幌市厚別区
- 江別市
- 恵庭市

空知総合振興局
- 空知郡南幌町
- 夕張郡長沼町

## 歴史
「略年表」参照

### 年表
江戸時代には松前藩によって石狩十三場所のひとつである「シュママップ場所」が島松川流域に開かれ、幕末頃まで存在した。
- 1873年（明治06年）：中山久蔵が札幌郡月寒村島松（現在の島松1）に水田開墾し、水稲（赤毛種）の栽培に成功[3]。千歳郡島松村が同地に移る。札幌—室蘭間道路（札幌本道）開通し、島松沢に駅逓所（旧島松駅逓所）設置。
- 1877年（明治10年）：ウィリアム・スミス・クラークが島松にて「Boys, Be Ambitious!」（青年よ、大志を抱け）の言葉を残す[3]。
- 1883年（明治16年）：広島県段原村（だんばら）（現在の広島市南区段原）の和田郁次郎が団体移住地調査を行う。
- 1884年（明治17年）：和田郁次郎ら広島県人移住団体（25戸）が入植[3]。
- 1889年（明治22年）：江別—恵庭間道路開通。
- 1894年（明治27年）：大曲・島松が月寒村から分離して広島村となり、戸長役場設置。
- 1902年（明治35年）：二級町村制施行。
- 1921年（大正10年）：一級町村制施行。
- 1922年（大正11年）：広島信用購買組合（後の広島信用購買販売利用組合）設立（1944年解散）。
- 1926年（昭和元年）：北海道鉄道札幌線（現在の北海道旅客鉄道千歳線）開業に伴い、北広島駅開設。
- 1932年（昭和07年）：役場新庁舎完成。
- 1940年（昭和15年）：大火発生し、市街地の大半焼失。
- 1941年（昭和16年）：札幌—夕張間道路開通。
- 1943年（昭和18年）：恵庭村大字島松村の一部（現在の東の里地区）を編入。
- 1948年（昭和23年）：広島村農業協同組合設立。
- 1949年（昭和24年）：広島村商工連合会設立。
- 1964年（昭和39年）：「大曲工業団地」で企業立地始まる。
- 1965年（昭和40年）：北海道立白樺養護学校（現在の北海道白樺高等養護学校）開校。
- 1966年（昭和41年）：北海道産業短期大学（後の道都大学短期大学部）開校（2002年廃止）。日本国有鉄道（国鉄）千歳線北広島—恵庭間複線化。
- 1968年（昭和43年）：町制施行し、広島町となる。役場新庁舎完成。
- 1970年（昭和45年）：町内を通る北海道道6号札幌夕張線（現在の北海道道3号札幌夕張線）が国道274号に昇格。
- 1971年（昭和46年）：道央自動車道（道央道）初の供用区間となる北広島IC—千歳IC間開通（1972年に4車線供用）。
- 1973年（昭和48年）：「北広島市土地開発公社」設立。国鉄千歳線北広島—白石間複線化。「広島工業団地」全区画完売。軽スポーツ「ゴロッケー」誕生[18]。
- 1974年（昭和49年）：広島町消防本部（現在の北広島市消防本部）開設。北広島駅橋上駅舎完成。
- 1979年（昭和54年）：『ふるさと祭り』初開催。
- 1980年（昭和55年）：広島県東広島市と「姉妹都市」締結。国鉄千歳線電化。
- 1981年（昭和56年）：広島レクリエーションの森[注釈 1]を使用開始。国道274号共栄バイパス開通。「広島第2工業団地」完成。
- 1984年（昭和59年）：「旧島松駅逓所」が国の「史跡」指定。『ひろしま100年記念式典』挙行。
- 1986年（昭和61年）：『ふれあい雪まつり』初開催。国道36号島松沢バイパス開通。
- 1988年（昭和63年) ：平和都市宣言。「大曲新工業団地」分譲開始。
- 1989年（平成元年）：『第44回国民体育大会』（はまなす国体）空手道競技開催[19]。
- 1993年（平成05年）：「大曲第3工業団地」予約分譲開始。
- 1996年（平成08年）：紋別キャンパスから道都大学（現在の星槎道都大学）美術学部が移転[注釈 2]。9月1日に市制施行・即日改称し、北広島市となる。(これにより、札幌郡が消滅。)広島市の「広島平和記念公園」にある「平和の灯（ともしび）」分火。
- 1998年（平成10年）：きたひろサンパーク開設。北広島市芸術文化ホール・北広島市図書館完成。
- 2000年（平成12年）：エルフィンパーク（東西連絡橋）完成。
- 2001年（平成13年）：羊ヶ丘通（北海道道1147号大曲工業団地美しが丘線）開通。北広島エフエム放送の開局。
- 2004年（平成16年）：北海道道1148号札幌恵庭自転車道線（エルフィンロード）開通（2006年に「自転車の駅」開設）。
- 2008年（平成20年）：「平和市長会議」加盟[20]。
- 2009年（平成21年）：北海道内初のスマートインターチェンジとなる輪厚SIC供用開始（2016年に24時間運用開始）[21][22]。
- 2010年（平成22年）：「三井アウトレットパーク 札幌北広島」開業。くるるの杜オープン。
- 2011年（平成23年）：生ごみ分別排出本格実施。
- 2014年（平成26年）：「北広島輪厚工業団地」分譲開始。
- 2017年（平成29年）：羊ヶ丘通（北海道道790号仁別大曲線）全面開通[23]。新市庁舎完成。
- 2023年（令和5年） ：北海道日本ハムファイターズの新本拠地球場「エスコンフィールドHOKKAIDO」を含む、「北海道ボールパークFビレッジ」完成[24]。それに伴い所在地の住所を「共栄」から「Fビレッジ」に変更[25]。

## 政治

### 行政

#### 役所

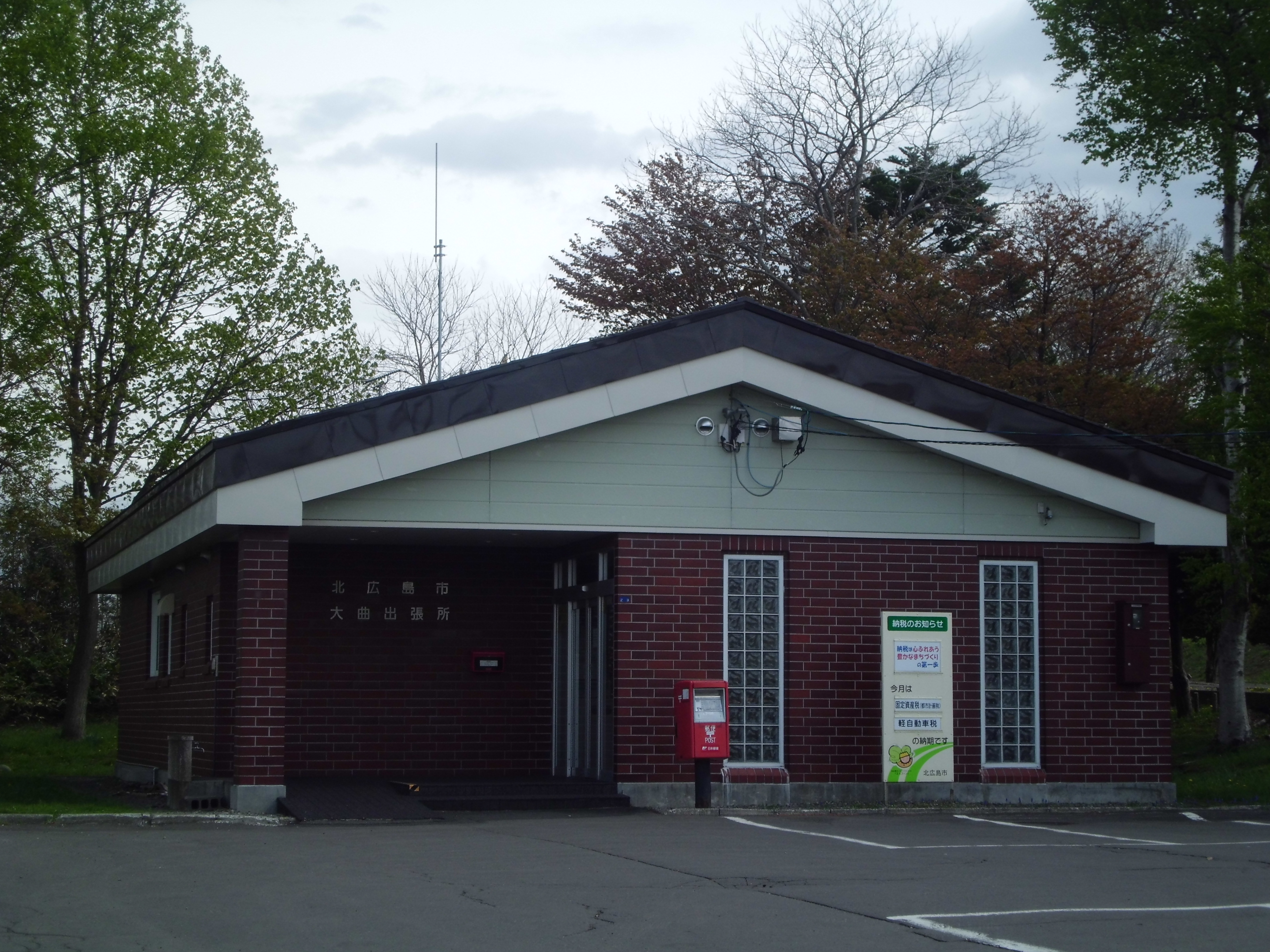
大曲出張所（2015年5月）

- 北広島市役所
  - 西の里出張所
  - 大曲出張所
  - 西部出張所
  - 北広島団地住民センター市役所連絡所
  - エルフィンパーク市民サービスコーナー

- 大曲出張所（2015年5月）

#### 市長
|      | 氏名       | 就任年月               | 退任年月               |
| ---- | ---------- | ---------------------- | ---------------------- |
| 戸長 | 一色潔     | 1894年（明治27年）2月  | 1902年（明治35年）3月  |
| 村長 |            |                        |                        |
| 初代 | 一色潔     | 1902年（明治35年）4月  | 1903年（明治36年）8月  |
| 2代  | 山崎初吉   | 1903年（明治36年）9月  | 1906年（明治39年）3月  |
| 3代  | 吉原兵次郎 | 1906年（明治39年）4月  | 1907年（明治40年）3月  |
| 4代  | 伊藤光久   | 1907年（明治40年）4月  | 1908年（明治41年）3月  |
| 5代  | 小池三郎   | 1908年（明治41年）4月  | 1922年（大正11年）9月  |
| 6代  | 仁科養     | 1922年（大正11年）10月 | 1924年（大正13年）6月  |
| 7代  | 和田郁次郎 | 1924年（大正13年）10月 | 1926年（大正15年）10月 |
| 8代  | 中村左久弥 | 1926年（大正15年）12月 | 1930年（昭和5年）12月  |
| 9代  | 山田為吉   | 1931年（昭和6年）4月   | 1941年（昭和16年）6月  |
| 10代 | 松原太郎   | 1941年（昭和16年）6月  | 1946年（昭和21年）11月 |
| 11代 | 中下武雄   | 1947年（昭和22年）4月  | 1959年（昭和34年）6月  |
| 12代 | 石橋豊次郎 | 1959年（昭和34年）8月  | 1967年（昭和42年）8月  |
| 13代 | 穴田輝行   | 1967年（昭和42年）8月  | 1968年（昭和43年）8月  |
| 町長 |            |                        |                        |
| 初代 | 穴田輝行   | 1968年（昭和43年）9月  | 1983年（昭和58年）3月  |
| 2代  | 小野田徹雄 | 1983年（昭和58年）4月  | 1989年（平成元年）6月  |
| 3代  | 久保武     | 1989年（平成元年）7月  | 1993年（平成5年）7月   |
| 4代  | 本禄哲英   | 1993年（平成5年）7月   | 1996年（平成8年）8月   |
| 市長 |            |                        |                        |
| 初代 | 本禄哲英   | 1996年（平成8年）9月   | 2005年（平成17年）7月  |
| 2代  | 上野正三   | 2005年（平成17年）7月  |                        |

#### 市民憲章・都市宣言
北広島市民憲章
都市宣言
- 平和都市宣言（昭和63年4月1日告示）[27]

### 議会

#### 市議会
- 定数：22名[28]
- 任期：2023年（令和5年）5月1日 - 2027年（令和9年）4月30日
- 議長：島崎圭介（無会派）
- 副議長 ：坂本覚（無会派）
- 定例会（概ね3月、6月、9月、12月[28]
- 臨時会[28]
- 常任委員会
  - 総務常任委員会[28]
  - 民生常任委員会[28]
  - 建設文教常任委員会[28]
- 議会運営委員会[28]
- 議会広報編集委員会[28]

| 会派名                 | 議席数 | 議員名（◎は代表）                                           |
| ---------------------- | ------ | ----------------------------------------------------------- |
| 自由クラブ             | 6      | ◎中川昌憲、青木崇、阿部勝義、川崎彰治、児玉正輝、松本亜美里 |
| きたひろ五和会         | 3      | ◎滝久美子、稲田保子、桜井芳信、                             |
| 日本共産党             | 3      | ◎山本博己、永井桃、人見哲哉、                               |
| 公明党                 | 3      | ◎藤田豊、大迫彰、小玉淳子、                                 |
| 市民ネットワーク北海道 | 2      | ◎鶴谷聡美、佐々木百合香                                     |
| 民主市民連合           | 2      | ◎佐藤敏男、小田島雅博                                       |
| 無会派                 | 3      | 坂本覚、島崎圭介、野村幸宏                                  |
| 計                     | 22     |                                                             |

#### 道議会
- 選挙区 ： 北広島市
- 定数 ： 1名
- 任期 ： 2023年（令和5年）5月2日〜2027年（令和9年）5月1日

| 議員名   | 会派名           | 当選回数 | 備考           |
| -------- | ---------------- | -------- | -------------- |
| 鶴羽佳子 | 自民党・道民会議 | 1        | 元アナウンサー |

#### 衆議院
- 選挙区 ： 北海道第5区
- 任期 ： 2024年（令和6年）10月27日 - 2029年（令和10年）10月23日（「第50回衆議院議員総選挙」参照）

| 議員名   | 党派名     | 当選回数 | 備考   |
| -------- | ---------- | -------- | ------ |
| 池田真紀 | 立憲民主党 | 2        | 選挙区 |

## 国家機関

### 厚生労働省
- 北海道労働局札幌東公共職業安定所（ハローワーク札幌東）ジョブガイド北広島（北広島市地域職業相談室）

### 国土交通省
- 北海道開発局札幌開発建設部札幌南農業事務所

### 道の機関
- 北海道教育委員会
  - 北海道教育庁石狩教育局石狩教育研修センター

### 独立行政法人
- 国立研究開発法人農業・食品産業技術総合研究機構種苗管理センター北海道中央農場

### 特殊法人
- 東日本高速道路北海道支社北広島管理事務所

## 施設

### 警察
- 北海道札幌方面厚別警察署
  - 北広島交番
  - 北広島駅前交番
  - 大曲交番
  - 輪厚駐在所
  - 西の里駐在所

### 消防
本部
- 北広島市消防本部

消防署
- 北広島市消防署
  - 大曲出張所、西の里出張所

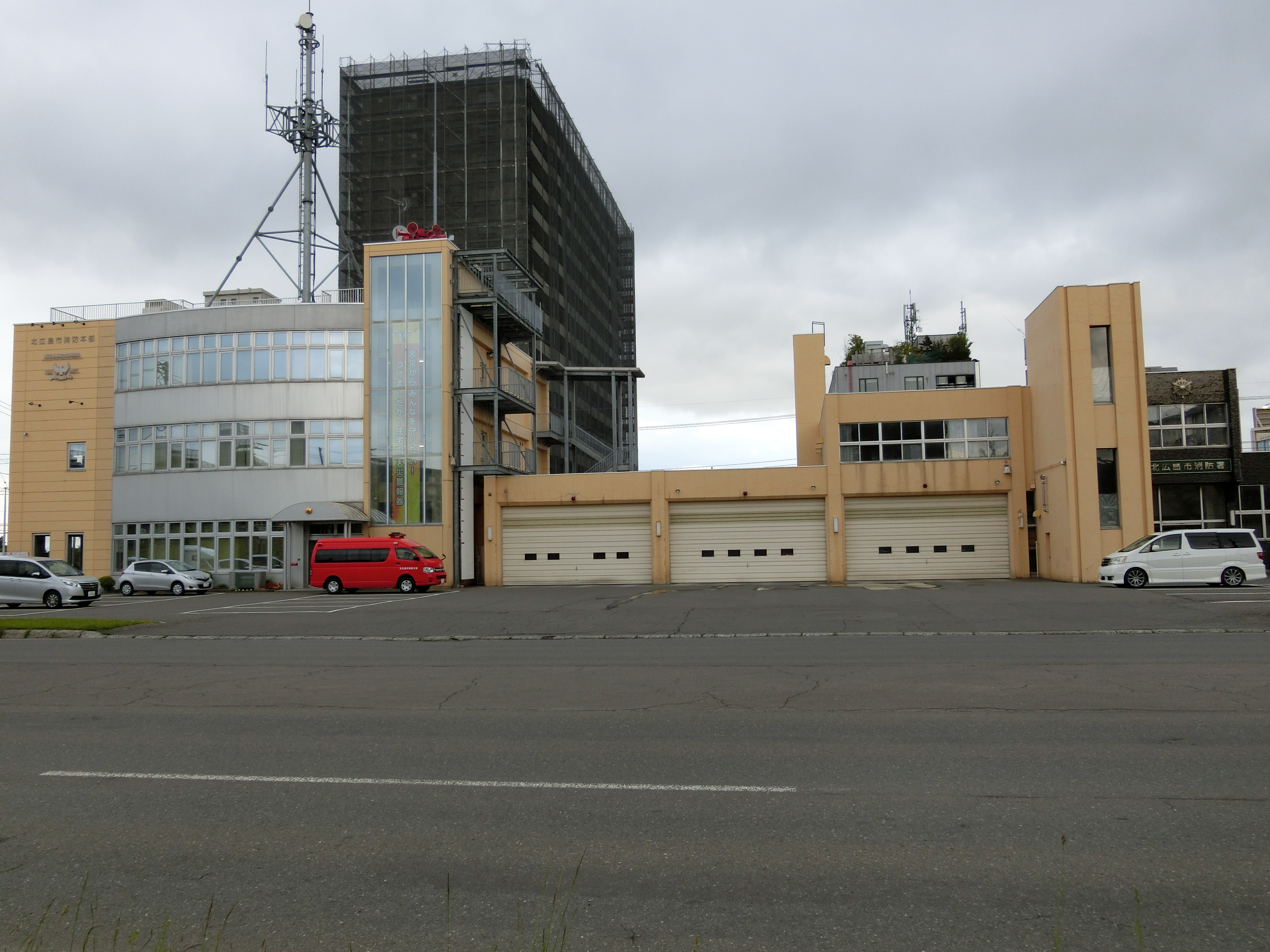
北広島市消防本部・北広島市消防署（2017年6月）

### 医療
主な病院
- 北広島希望ヶ丘病院（旧称：道央病院）
- 北広島病院
- 順天病院
- 西の里恵仁会病院
- 輪厚三愛病院

### 郵便局
- 北広島郵便局（集配局）
- 北広島西郵便局（集配局）
- 北広島広葉郵便局
- 北広島里見郵便局
- 北広島中央六郵便局
- 北広島西の里郵便局
- 北広島元町郵便局
- 輪厚郵便局
- 石狩大曲簡易郵便局

### 公共施設
- エルフィンパーク（JR北広島駅直結）
- 北広島市芸術文化ホール（花ホール）
- 北広島市図書館
- 北広島市営駐車場
  - 市営東駐車場
  - 市営西駐車場
- 北広島市自転車駐車場
  - 北広島駅西口自転車駐車場
  - 北広島駅東口自転車駐車場
- 北広島市中央公民館
- 北広島市福祉センター
- 北広島市夜間急病センター
- 北広島市ふれあい学習センター（夢プラザ）
- 北広島市農民研修センター
- 北広島市広葉交流センター「いこ〜よ」
  - 北広島市エコミュージアムセンター知新の駅
- 北広島市葬斎場
- 北広島霊園
- 北広島市クリーンセンター

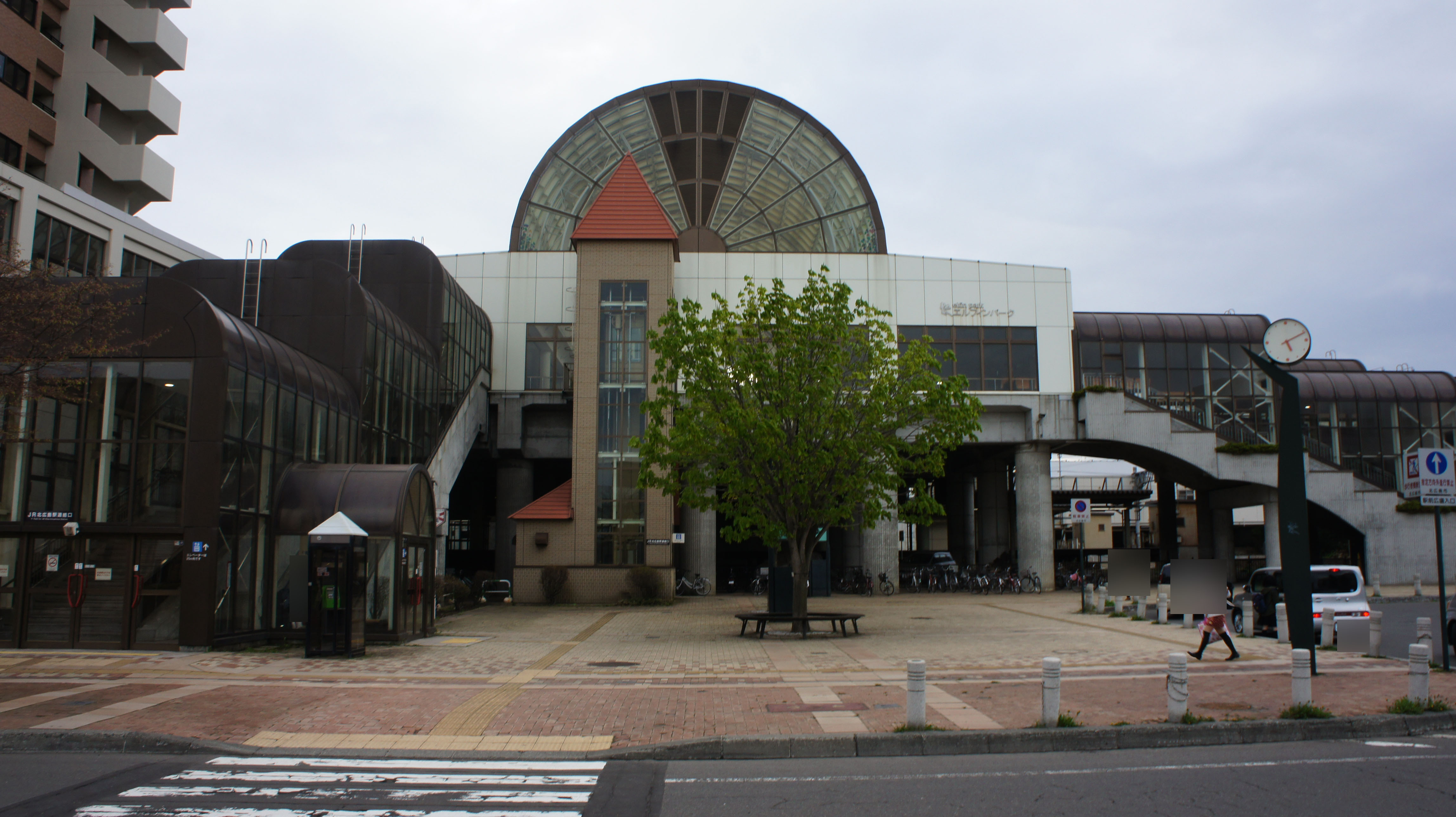
エルフィンパーク外観（東口）（2017年5月）
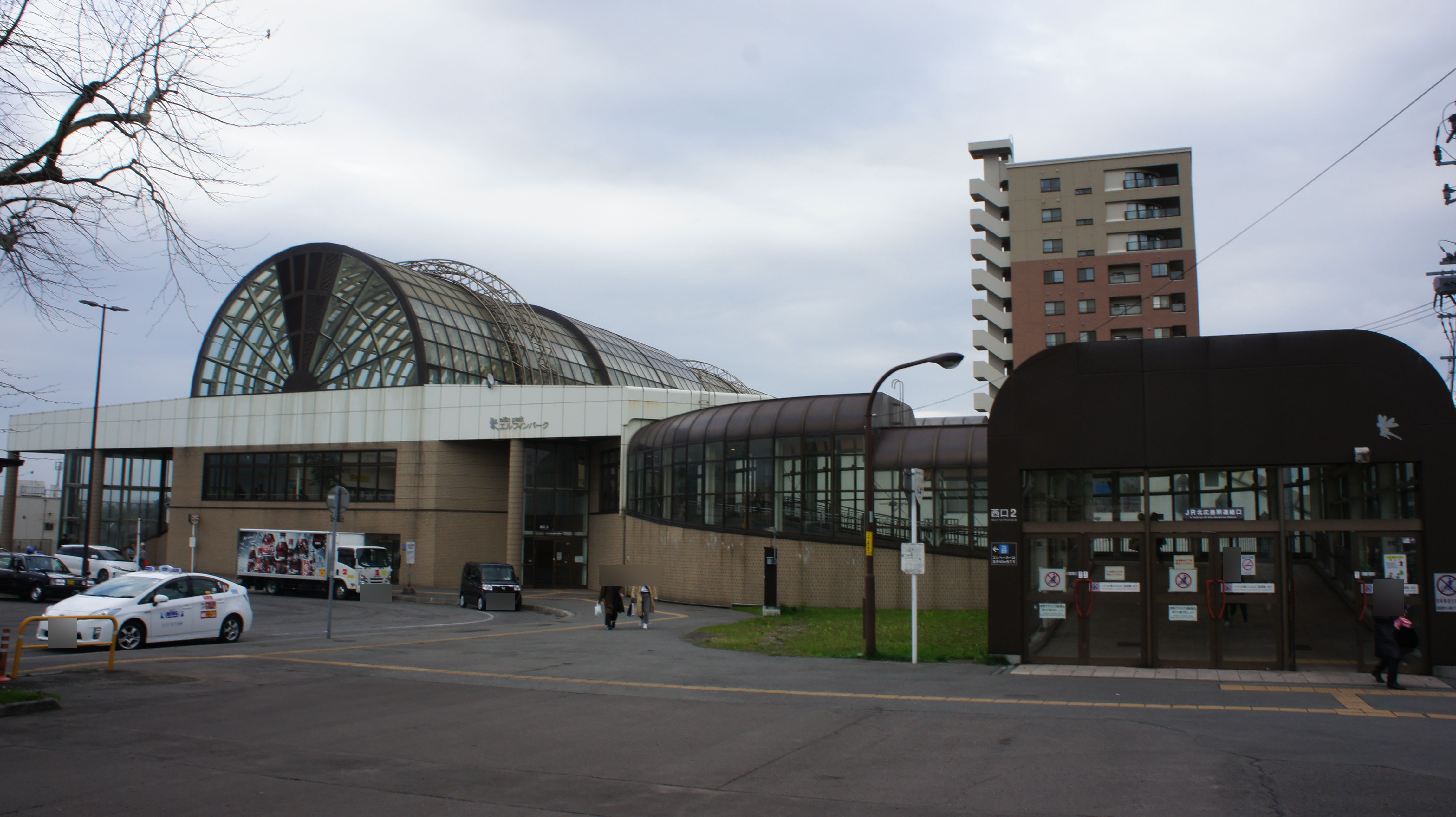
エルフィンパーク外観（西口）（2017年5月）

### 運動施設
- 北海道ボールパークFビレッジ（きたひろしま総合運動公園）[30]
  - エスコンフィールドHOKKAIDO[31][32]
- 北広島市総合体育館[注釈 3]
- 輪厚児童体育館
- 大曲ファミリー体育館
- 西の里ファミリー体育館
- 西部プール
- 東部住民プール
- 大曲住民プール
- 西の里住民プール
- 白樺プール
- 緑葉公園
  - テニスコート
  - 野球場
  - 多目的広場
  - プール
- きたひろサンパーク
  - 多目的広場
  - テニスコート
  - パークゴルフ場

## 対外関係

### 姉妹都市･提携都市

#### 国内
姉妹都市
- 東広島市（中国地方 広島県）
1980年（昭和55年）7月19日 - 姉妹都市提携締結[33]。

## 経済
北広島市は札幌都市圏にあり、就業者数の割合は第一次産業2.4 %、第二次産業18.0 %、第三次産業79.7 %となっている（平成22年）。

### 組合
- 道央農業協同組合（JA道央）営農生産事業本部・北広島支店、大曲支店
- ホクレン農業協同組合連合会（ホクレン）くるるの杜、札幌鶏卵流通センター・札幌農機総合部品センター
- 北広島市建設事業協同組合[35]
- 北広島市管工事業協同組合
- 北広島道路維持協同組合
- 北広島料飲食店組合
- 札幌広域圏組合[36]

### 第一次産業

#### 農業
農業は農家戸数や農業人口が減少する中で観光農園への転換などが進んでいる。

### 第二次産業

#### 工業
工業は利便性などの立地条件を生かして市内に6つの工業団地（広島工業団地、広島第2工業団地、大曲工業団地、大曲新工業団地、大曲第3工業団地、北広島輪厚工業団地）が造成されており、各種企業が進出している。

### 第三次産業

#### 商業
ショッピングセンター
- オリックス不動産
  - インターヴィレッジ大曲
- 三井不動産商業マネジメント
  - 三井アウトレットパーク 札幌北広島

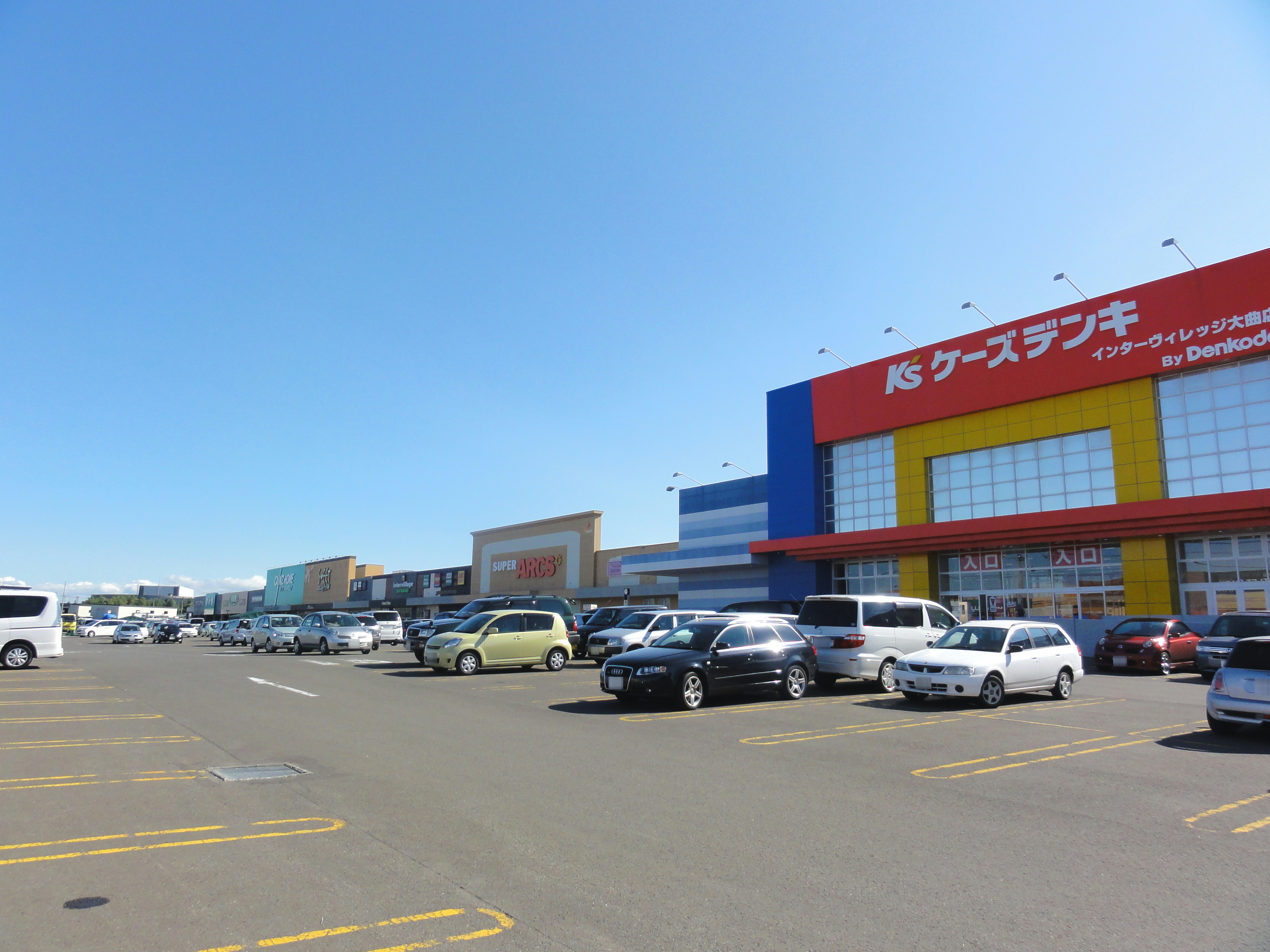
インターヴィレッジ大曲（2012年8月）
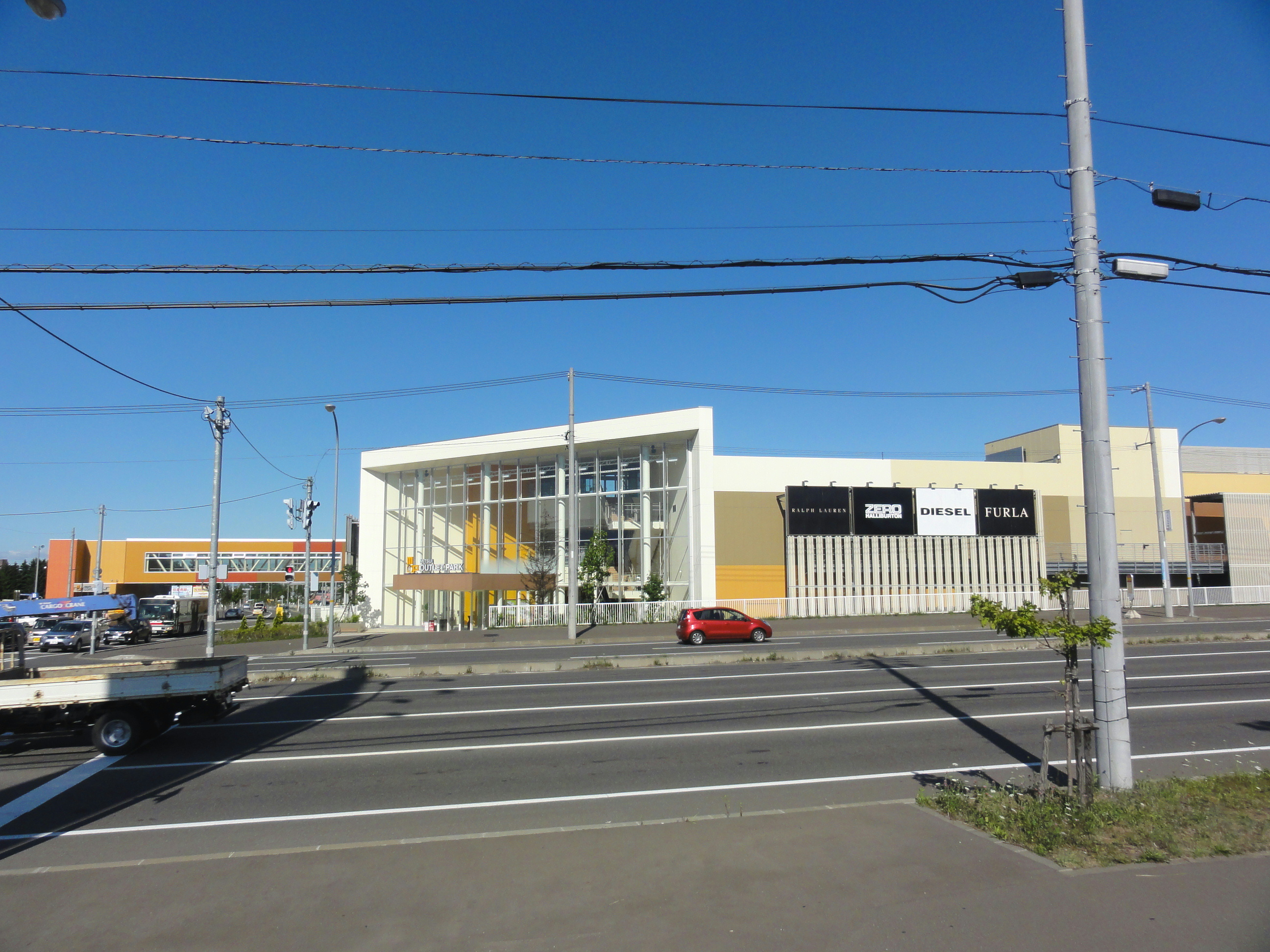
三井アウトレットパーク 札幌北広島（2012年8月）

スーパーマーケット
- イオン北海道（イオングループ）
  - マックスバリュ北広島店
- ラルズ（アークスグループ）
  - スーパーアークス大曲店（インターヴィレッジ大曲内）
- 東光ストア（アークスグループ）
  - 北広島店
- 生活協同組合コープさっぽろ道央地区
  - エルフィン店
- 豊月
  - フードD365虹ヶ丘店（旧虹ヶ丘食彩館）
- 産直
  - 産直生鮮市場大曲店
- スーパーエース
  - 大曲店（ジョイフルエーケー大曲店内）
- 神戸物産
  - 業務スーパー大曲柏葉店

#### 物流
- ヤマト運輸千歳主管支店
  - 北広島センター
  - 大曲センター
  - 緑ヶ丘センター
- 佐川急便札幌営業所・北海道航空営業所（所在地は札幌市白石区）
- 日本通運
  - 札幌支店札幌自動車事業所（所在地は札幌市白石区）
  - 千歳空港営業所（所在地は千歳市）

### 北広島市に拠点を置く主な企業
50音順
- アクティオ
- 石屋製菓
- エス・ディ・ロジ（スズケングループ）
- NX機工（NXグループ）
- F-LINE（味の素グループ）
- MPアグロ（メディパルホールディングス）
- エルム観光バス
- 片桐機械
- 学校法人札幌日本大学学園
- 学校法人北海道星槎学園
- ジョイフルエーケー
- セイコーフレッシュフーズ
- センコー（センコーグループホールディングス）
- 大和ハウス工業
- 土屋ホーム
- DCM
- 道新総合印刷
- トウペ（古河グループ）
- トッパンメディアプリンティング北海道
- 巴コーポレーション
- 中山機械
- 日本板硝子（住友グループ）
- 日本梱包運輸倉庫
- 日本ペイント
- PALTAC（メディパルホールディングス）
- ホクサン
- ホクリヨウ
- 北海道伊藤園
- 北海道センコー（センコーグループホールディングス）
- 北海道日刊スポーツ印刷社
- 北海道日本ハムファイターズ
- 北海道丸一鋼管
- 毎日新聞北海道センター
- 丸一鋼管
- 見方
- ヤクハン製薬
- よつ葉乳業

### 金融機関
- 北洋銀行北広島中央支店、大曲支店、西の里支店
- 北海道銀行北広島支店
- 北海道信用金庫北広島支店
- JAバンク北海道（北海道信用農業協同組合連合会）JA道央 北広島支店、大曲支店

## 情報通信

### マスメディア

#### 新聞社
フリーペーパー
- 陽だまりPRESS[37]

#### 放送局
ラジオ
- 北広島エフエム放送（FMメイプル）

## 教育

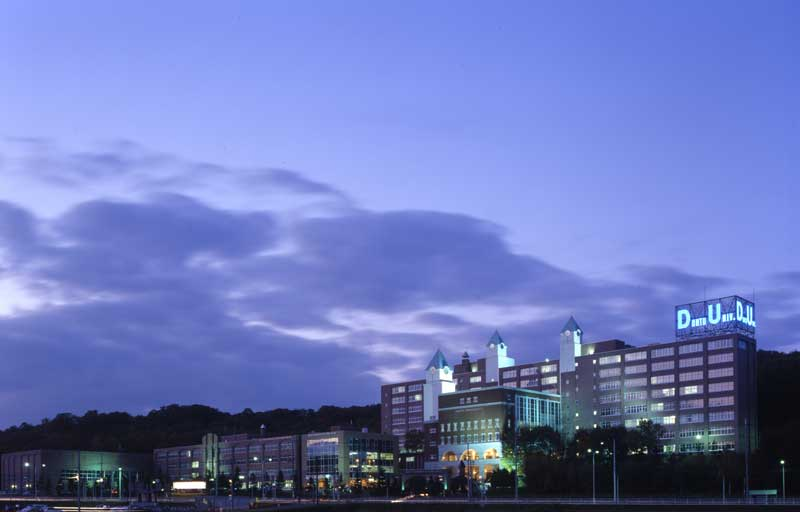
星槎道都大学

### 大学
私立
- 星槎道都大学

### 専修学校
- 北海道歯科技術専門学校

### 高等学校
道立
- 北海道北広島高等学校
- 北海道北広島西高等学校

私立
星槎国際高校北広島学習センター
- 札幌日本大学高等学校

### 中学校
市立
- 北広島市立東部中学校[38]
- 北広島市立西部中学校[38]
- 北広島市立大曲中学校[38]
- 北広島市立西の里中学校[38]
  - 陽香分校[38]
- 北広島市立広葉中学校[38]
- 北広島市立緑陽中学校[38]

私立
- 札幌日本大学中学校

### 小学校
市立
- 北広島市立東部小学校[38]
- 北広島市立西部小学校[38]
- 北広島市立大曲小学校[38]
- 北広島市立西の里小学校[38]
  - 陽香分校[38]
- 北広島市立北の台小学校[38]
- 北広島市立大曲東小学校[38]
- 北広島市立双葉小学校[38]
- 北広島市立緑ヶ丘小学校[38]

### 特別支援学校
道立
- 北海道白樺高等養護学校
- 北海道札幌養護学校共栄分校

### 幼児教育

#### 保育園
市立
- すみれ保育園[39]
- すずらん保育園[39]
- 稲穂保育園[39]

私立
- 西の里きらきら保育園[39]
- はだかんぼ保育園[39]
- 大曲いちい保育園[39]
- 大地太陽森の家保育園[39]
- 大曲はだかんぼ保育園[39]
- 大谷むつみ保育園[39]
- あおぞら保育園[39]
- 小規模保育園こどものもり[39]

#### 幼稚園
私立
- 広島天使幼稚園[40]
- 広島大谷幼稚園[40]
- 北広島かおり幼稚園[40]
- 広島幼稚園[40]
- 大曲大谷幼稚園[40]
- 大地太陽幼稚園[40]

#### 認定こども園
私立
- 認定こども園 札幌自由の森幼稚園・保育園[41]
- 認定こども園北広島わかば幼稚園[41]

### 学校教育以外の施設
- 北海道立向陽学院
- 北広島自動車学校[42]
- 新札幌自動車学園[43]
- コマツ教習所 北海道センタ[44]

## 交通

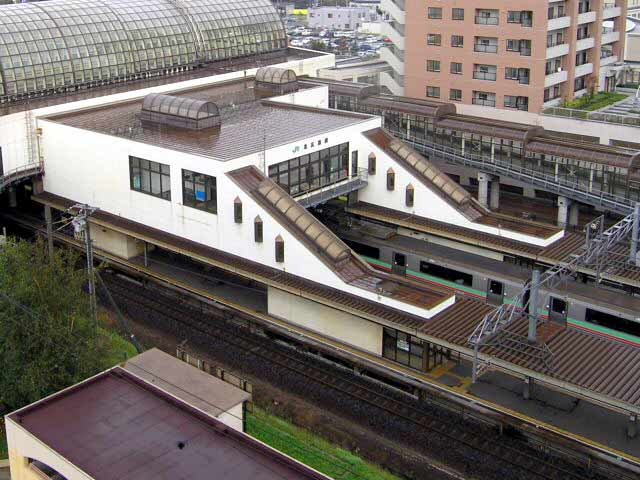
北広島駅舎外観（2004年10月）

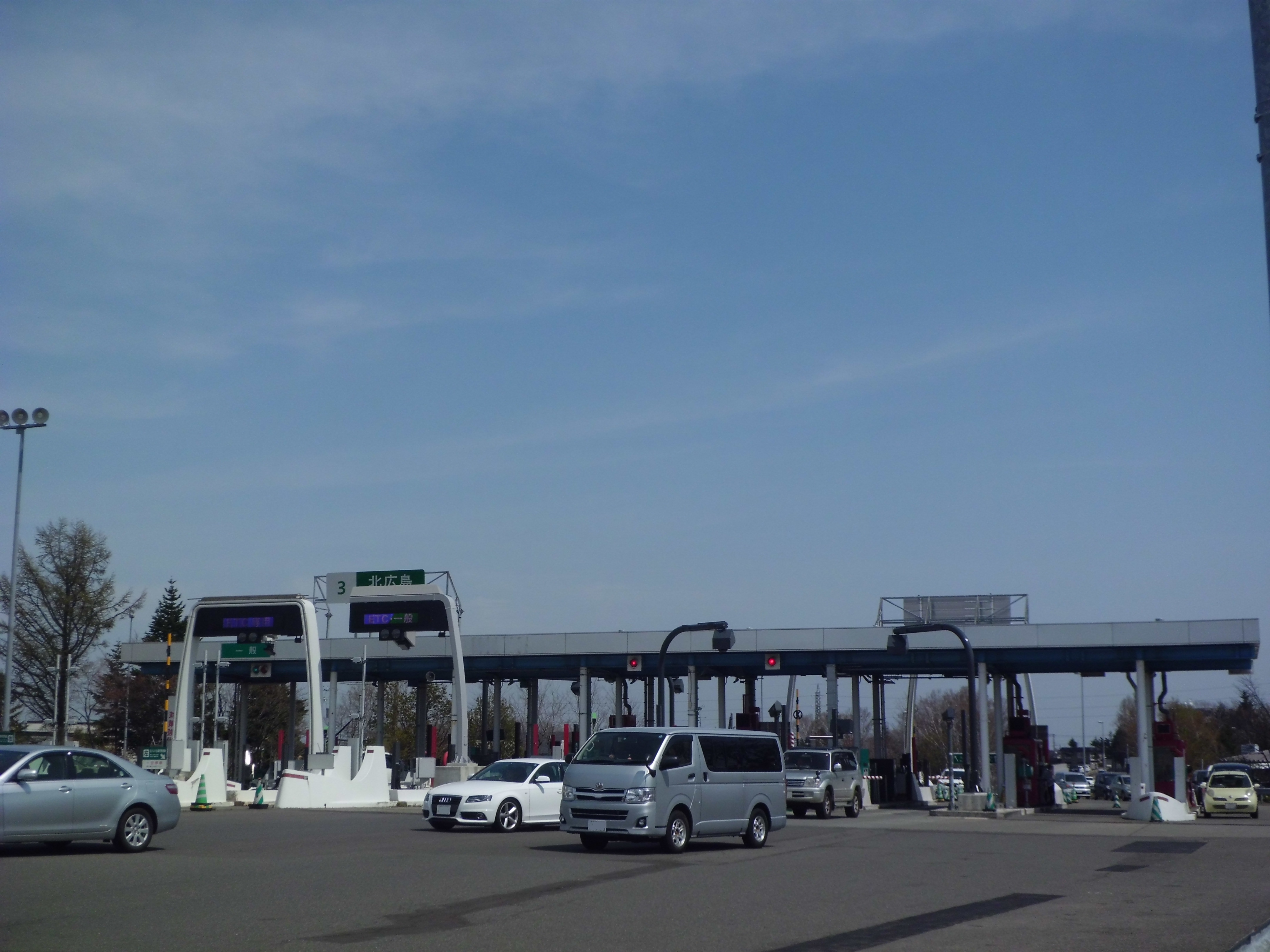
北広島IC（2016年5月）

### 鉄道
北海道旅客鉄道（JR北海道）
- 千歳線：（西の里信号場）- 北広島駅

### バス

#### 一般路線バス、シャトルバス
- 北海道中央バス - 市内に大曲営業所、北広島案内所を設置[45]
- ジェイ・アール北海道バス - 市内に北広島営業所を設置[46]：長沼線、空知線
- 北海道バス、千歳相互観光バス、エルム観光バス：Fビレッジシャトルバス

夕張鉄道（夕鉄バス）の乗り入れ（札幌急行線）は2023年（令和5年）10月1日廃止。

#### 都市間バス
- 北海道バス
- 北海道中央バス
- 北都交通
- 道南バス

### タクシー
- 朝日交通
- ウィング
- 北広島第一交通
- リスコタクシー

### 道路

#### 高速道路
- 道央自動車道（北海道縦貫自動車道）：輪厚PA/SIC - 北広島IC

#### 国道
- 国道36号
- 国道274号

#### 道道
- 北海道道46号江別恵庭線
- 北海道道128号札幌北広島環状線
- 北海道道371号北広島停車場線
- 北海道道790号仁別大曲線
- 北海道道1080号栗山北広島線
- 北海道道1147号大曲工業団地美しが丘線
- 北海道道1148号札幌恵庭自転車道線（エルフィンロード）
- 北海道道1180号きたひろしま総合運動公園線

## 観光

### 文化財

#### 国指定
- 特別天然記念物
  - 野幌原始林[48]
- 史跡
  - 旧島松駅逓所[49][50]

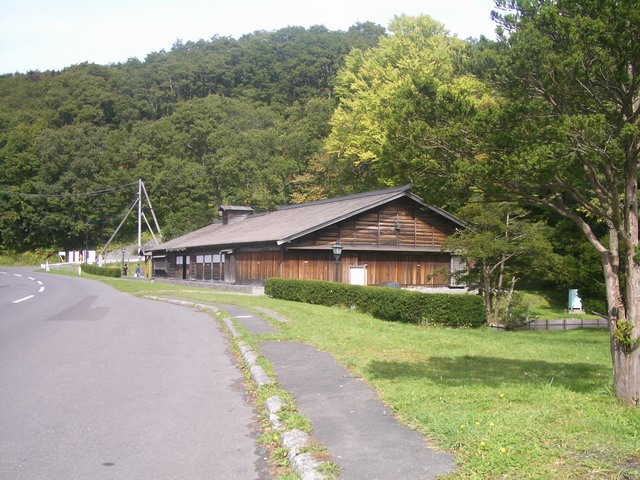
旧島松駅逓所

    - 1877年（明治10年）4月16日、札幌農学校（北海道大学の前身）初代教頭ウイリアム・スミス・クラーク（William Smith Clark）が、見送りに来た学生や職員たちと別れた場所。この場所で、「青年よ、大志を抱け（Boys, be ambitious.）」の言葉を残したと言われる。

#### 市指定
- 天然記念物
  - バイソンの化石[51]
  - サンドリッジ成大規模斜交層理の転写標本[51]
  - キタヒロシマカイギュウの化石[51]

### 名所･旧跡
主な寺院
- 正法山達磨寺

主な神社
- 廣島神社
- 札幌八幡宮
- 輪厚神社
- 大曲神社
- 西の里神社
- 仁井別神社
- 仁別神社
- 北の里八幡神社
- 音江別神社

### 観光スポット
- 三井アウトレットパーク 札幌北広島
- くるるの杜
- エルフィンロード（自転車道）
- 北広島レクリエーションの森
- 北広島市自然の森キャンプ場
- 北海道ボールパークFビレッジ
- 旧島松駅逓所
- 札幌北広島クラッセホテル
- 竹山高原温泉
- ダイナスティスキーリゾート

ゴルフ場
- 札幌ゴルフ倶楽部・輪厚コース
- 札幌国際カントリークラブ・島松コース
- ゴールド札幌カントリークラブ
- クラークカントリークラブ
- ダイナスティゴルフクラブ北広島
- 札幌リージェントゴルフ倶楽部
- 札幌北広島ゴルフ倶楽部
- サンパーク札幌ゴルフコース

## 文化・名物

### 祭事・催事
- 北広島ふれあい雪まつり（2月）
- きたひろしま30kmロードレース（6月）[52]
- ツール・ド・キタヒロ（夏季複数回開催）
- 平和の灯記念事業（7月から9月）
- 北広島ふるさと祭り（8月）
- エルフィンパーク・イルミネーション（12月）

### 名産・特産
- 赤毛米
- 特別栽培米「ひろっこ大志」
- まるひろ大根
- 地酒「大志」（アンビシャス）

## 出身・関連著名人

### 名誉市民
- 松原太郎（第10代広島村村長、広島村農業会長、北海道酪農協会常任理事、雪印乳業常務取締役、雪印種苗取締役社長などを歴任。1968年に広島町名誉町民）

### 出身著名人
- いじま（ジェリービーンズ・コレクションメンバー）
- 伊藤拓郎（バスケットボール選手）
- 内海慎吾（バスケットボール選手）
- 梅村礼（卓球選手）
- 岸田彩加（フリーアナウンサー）
- 小祝さくら（プロゴルファー）
- 中尾耕二（建築家）
- 野田サトル（漫画家）
- 鈴木秀樹（プロレスラー）
- バーブ佐々木（プロレスレフェリー）
- 門間希（元バレーボール選手）
- 横野純貴（サッカー選手）
- 鈴木大和(プロ野球選手)
- 佐藤爽（プロ野球選手）
- 木村大成(プロ野球選手)
- 渡辺カナ（漫画家）

### ゆかりのある人物
- ウィリアム・スミス・クラーク（教育者。札幌農学校初代教頭）
- 坂本龍三（北広島市図書館初代館長）
- つかこうへい（劇作家・演出家）
- 中尾欣四郎（地球物理学者。北海道大学名誉教授）
- 中山久蔵（農業指導者）
- 早川太貴（プロ野球選手。元北広島市役所職員）
- 和田郁次郎（開拓者）

## 北広島市を舞台とした作品

### 漫画
- 漫画『プラタナスの実』

## 参考資料
- “北広島市勢要覧” (PDF).   北広島市. 2017年10月30日閲覧。
- “平成28年版 北広島市の統計” (PDF).   北広島市. 2017年10月31日閲覧。
- “平成28年度版 北広島のかんきょう” (PDF).   北広島市. 2017年10月31日閲覧。